# Gorgota
Gorgota község és falu Prahova megyében, Munténiában, Romániában.  A hozzá tartozó települések: Crivina, Fânari, Poienarii Apostoli és Potigrafu.

## Fekvése
A megye délkeleti részén található, a megyeszékhelytől, Ploieștitől, húsz kilométerre délre, a Prahova, a Ialomița és a Poienari folyók valamint a Cricov patak mentén. A község területén található a huszonhét hektáron elterülő Finari-tó.

## Történelem
A települést 1740 körül alapították. A 18. században Poienarii Apostoli, Crivina és Gorgota falvak Poienarii Burchi, Poienarii-Rali és Poienarii Vechi településekkel alkottak egyetlen közigazgatási egységet.
A 19. század végén a mai Gorgota község helyén három község működött:
- Gorgota községet Gorgota és Potigrafu falvak alkották, Prahova megye Crivina járásán belül. Iskolája 1887-ben nyitotta meg kapuját.
- Crivina község Crivina és Fânari falvakból állt, összesen 793 lakossal. Iskoláját 1888-ban alapították, templomát Crivina faluban pedig 1794-ben szentelték fel, melyet 1840-ben Dimitrie Ioanidis földesúr finanszírozásával felújították.
- Poenarii Apostoli is ekkor még községközpont volt, két alárendelt faluval: Poenari-val és Gorgani-al, összesen 849 lakossal. A község tulajdonában volt egy iskola valamint két templom, melyek közül az egyiket 1820-ban, a másikat pedig 1744-ben építettek.

A két világháború között mindhárom község Prahova megye Câmpul járásához tartozott.
A 20. század elején az új közigazgatási átszervezést követően Poenarii Apostoli községben Poenari és Gorgani falvakat egyesítették, Poenarii Vechi néven, a községnek ekkor 1035 lakosa volt. Crivina községben ezen időszakban 1016, Gorgota községben pedig 1331 fő élt.
1931-ben Fânari falut Crivina községtől Gorgota községhez csatolták.
1950-ben a községeket a Prahovai régió Ploiești rajonjához csatolták, majd 1952-ben a Ploiești régió részei lettek.
1968-ban Crivina községet megszüntették és Gorgota-hoz csatolták. Ekkor veszítette el Poenarii Apostoli is a községi rangját, területét pedig Gorgota és Poienarii Burchii községek között osztották fel. Az így kialakított község, az ekkor ismét létrehozott Prahova megye része lett.
2003-ban Potigrafu falu volt a Hideghegy (angolul: Cold Mountain) című film forgatási helyszíne.

## Lakossága
| Nemzetiségek | 2002 | 2002   |
| ------------ | ---- | ------ |
| Románok      | 5537 | 99,69% |
| Romák        | 10   | 0,18%  |
| Törökök      | 3    | 0,05%  |
| Magyarok     | 1    | 0,01%  |
| Ukránok      | 1    | 0,01%  |
| Németek      | 1    | 0,01%  |
| Egyéb        | 1    | 0,01%  |
| Összesen     | 5554 | 100,0% |